# Rubus pararosifolius
Rubus pararosifolius är en rosväxtart som beskrevs av Metcalf. Rubus pararosifolius ingår i släktet rubusar, och familjen rosväxter. Inga underarter finns listade i Catalogue of Life.